# 台东癸草
台东癸草（学名：Zornia intecta）为豆科丁癸草属下的一个种。